# Ізабелла Блюм
Ізабе́лла Блюм (Isabelle Blume, нар. 22 квітня 1892, Бунаги — 12 травня 1975) — бельгійська феміністка, політикиня, освітянка.
За фахом викладачка історії і літератури. 
У 1918–1951 роках входила до Бельгійської соціалістичної партії. У 1951 році Блюм виключили з партії за участь у 2-му Всесвітньому конгресі прихильників миру. Також входила до виконавчого комітету Бельгійського союзу на захист миру. З 1951 року входила до Всесвітньої Ради Миру, а у 1965–1969 роках — його президентка-координаторка. Лауреатка міжнародної Ленінської премії «За зміцнення миру між народами» (1953 року).